# Rundfunkjahr 1928

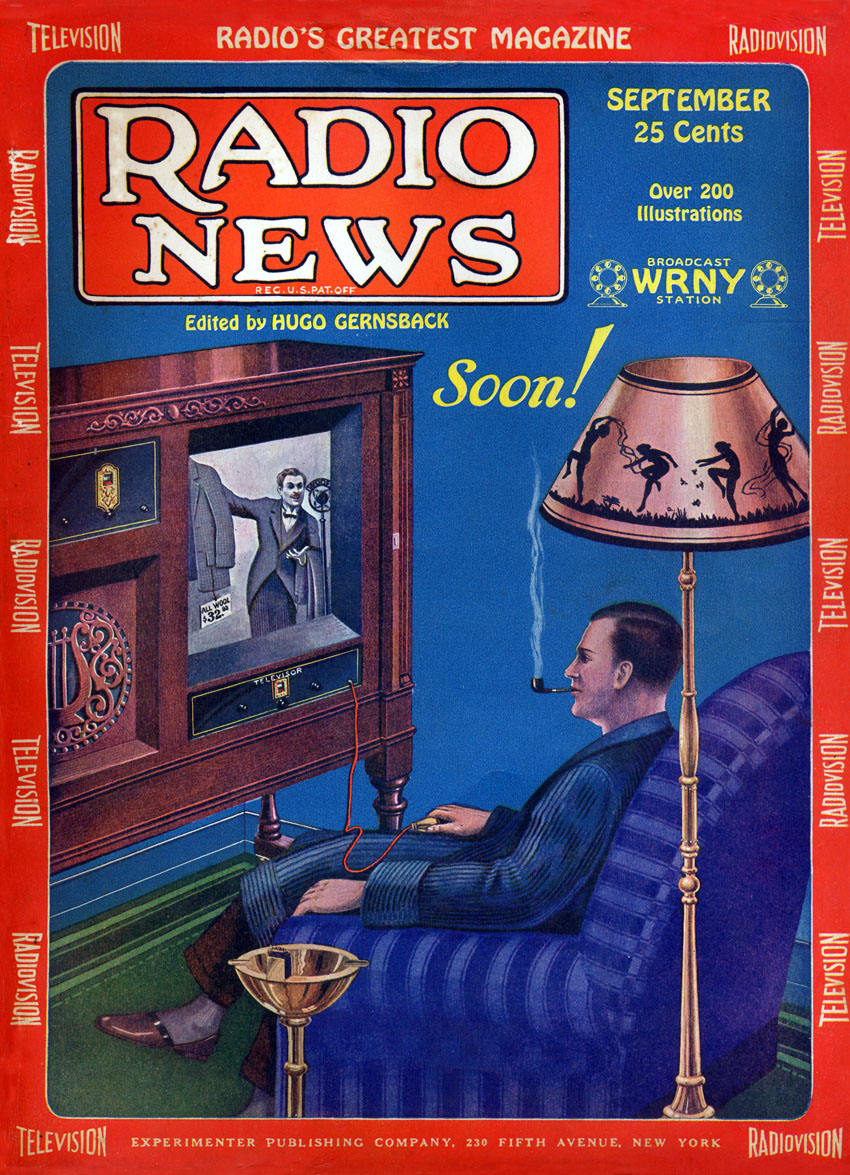
Radio News (Heft 3, September 1928)

Liste der Rundfunkjahre

◄ | 1924 | 1925 | 1926 | 1927 | Rundfunkjahr 1928 | 1929 | 1930 | 1931 | 1932 | ► | ►►

Weitere Ereignisse

## Allgemein
- Der deutsch-österreichische Ingenieur Fritz Pfleumer entwickelt ein Verfahren zur Magnetaufzeichnung von Audiosignalen und meldet dieses zum Patent an. Der Prototyp seines Rekorders kann auf 900 Meter Magnetband rund eine Stunde Ton aufzeichnen.

## Hörfunk
- 1. Januar – Der niederländische Hörfunksender Algemene Vereniging Radio Omroep nimmt seinen Betrieb auf.
- Mai – Das preußische Kultusministerium gründet in Berlin die Rundfunkversuchsstelle zur Erforschung der technischen und künstlerischen Möglichkeiten des neuen Mediums.
- 28. Oktober – Radio Ljubljana geht auf Sendung.
- Hörspiel Hallo! Hier Welle Erdball!

## Fernsehen
- 31. August bis 9. September – Vorführung der ersten deutschen Fernsehversuchssendungen auf der 5. Großen Deutschen Funkausstellung.

## Geboren
- 17. Februar – Sepp Riff, österreichischer Kameramann wird in Neuhofen im Innkreis geboren († 2000).
- 26. Februar – Kurt Sowinetz, österreichischer Volksschauspieler, Ensemblemitglied des Burgtheaters (zahlreiche Fernsehrollen wie Das falsche Gewicht nach Joseph Roth, Der brave Soldat Schwejk nach Jaroslav Hašek oder Welcome in Vienna) wird in Wien geboren († 1991).
- 6. März – Christa Wehling, deutsche Schauspielerin wird in Elmshorn geboren († 1996). Sie ist vor allem durch die zahlreichen Fernseh-Übertragungen aus dem Hamburger Ohnsorg-Theater bekannt.
- 8. April – Jaromír Borek, österreichischer Schauspieler wird in Wien geboren († 1997).
- 18. Mai – Pernell Roberts, US-amerikanischer Schauspieler (‚Adam Cartwright‘ in Bonanza) wird in Waycross, Georgia geboren († 2010).
- 20. Juni – Martin Landau, US-amerikanischer Schauspieler, wird in Brooklyn, New York City geboren († 2017).
- 9. August – Gerd Ruge, deutscher Journalist, wird in Hamburg geboren († 2021).
- 12. August – Erich Neuberg, österreichischer Theater- und Fernsehregisseur (Der Herr Karl, 1961) wird als Erich Nechradola in Wien geboren († 1967).
- 30. August – Harvey Hart, US-amerikanischer Filmregisseur und Fernsehproduzent (Raumschiff Enterprise, Columbo) wird in New York  geboren († 1989).
- 10. September – Fritz Bachschmidt, deutscher Schauspieler (‚Gottlieb Griese‘ in der ARD-Serie Lindenstraße) wird in Kehl geboren († 1992).
- 8. Oktober – Helmut Qualtinger, österreichischer Kabarettist, Schriftsteller und Schauspieler, wird in Wien geboren († 1986).
- 23. Oktober – Karl Heinz Bender, deutscher Schauspieler, Hörspiel- und Synchronsprecher, unter anderem bekannt aus mehreren Paul-Temple-Hörspielen, wird in Düsseldorf geboren.
- 9. November – Werner Veigel, ehemaliger Chefsprecher der Tagesschau wird in Den Haag geboren († 1995).
- 18. November – Max Grießer, deutscher Schauspieler (Münchner Geschichten, Königlich Bayerisches Amtsgericht, ‚Bertl Moosgruber‘ in Polizeiinspektion 1) wird in Kufstein geboren († 2000).
- 30. November – Hans Mohl, langjähriger Moderator des Gesundheitsmagazins Praxis wird in Kiel geboren († 1998).
- 10. Dezember – Dan Blocker, US-amerikanischer Schauspieler (Bonanza) wird in De Kalb, Texas geboren († 1972).
- 19. Dezember – Herbert Bötticher, deutscher Schauspieler, zahlreiche Fernsehrollen etwa in Ich heirate eine Familie, Tatort, Derrick oder Der Landarzt wird in Hannover geboren († 2008).
- 24. Dezember – Siegurd Fitzek, deutscher Schauspieler wird in Breslau geboren. Er ist aus zahlreichen Filmen und Fernsehserien wie Stahlnetz, Der Kommissar und Derrick bekannt († 2022).

## Gestorben
- 24. April – Erwin Kopp, deutscher Schauspieler, Hörspielsprecher und Theaterregisseur stirbt 50-jährig in seiner Geburtsstadt Berlin. Er war von 1925 bis Ende 1927 in mindestens 60 Hörspielproduktionen bei der Funk-Stunde Berlin als Sprecher tätig gewesen.
- 19. Mai – Charlotte Basté, deutsche Schauspielerin und Hörspielsprecherin stirbt 60-jährig in Dresden. Sie war bei der Mitteldeutschen Rundfunk AG in einer nicht genau feststellbaren Anzahl von Sendespielen als Sprecherin tätig.